# Järfälla Basket
KFUM Järfälla Basket, eg Järfälla BasketBollKlubb (JBBK), är Järfälla kommuns största basketklubb och har i dagsläget cirka 500 aktiva medlemmar. Klubben är hemmahörande i Järfälla kommun.
Klubbens bildades 1973. Herrlaget spelar säsongen 2014-2015 i Basketettan Norra. Klubben har 20 ungdomslag och ett 30-tal ledare.
Järfälla Baskets hemsida finner du på http://www.laget.se/JBBK och kansliet ligger i Jakobsbergs Sporthall på Mjölnarvägen 3 i Järfälla.